# Atonia grossa
Atonia grossa är en tvåvingeart som beskrevs av Carrera 1946. Atonia grossa ingår i släktet Atonia och familjen rovflugor. Inga underarter finns listade i Catalogue of Life.